# Chiesa di Sant'Ilario (Genova)
La chiesa di Sant'Ilario è un luogo di culto cattolico situato nel quartiere di Sant'Ilario, in via Sant'Ilario, nel comune di Genova, nella città metropolitana di Genova. La chiesa è sede della parrocchia omonima del vicariato di Nervi-Quinto dell'arcidiocesi di Genova.

## Storia e descrizione

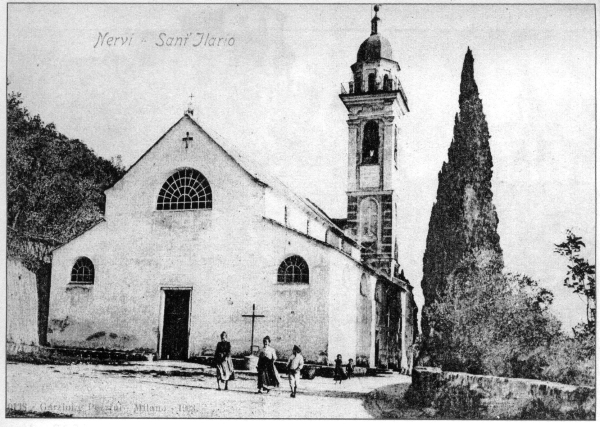
Fotografia del 1908 della parrocchiale

Secondo la tradizione sant'Ilario di Poitiers, perseguitato dagli eretici, fuggì dalla Francia e, durante l'esilio, si fermò per breve tempo sulla collina. In effetti, sulla sponda sinistra del torrente Nervi, all'origine della valletta Costalunga, sorge una grotticella chiamata in dialetto genovese Tan-na du Santu (la tana del santo) che potrebbe essere stata un suo rifugio. Si afferma che il parroco Dagnino (1857) abbia rinvenuto delle carte attestanti un vero e proprio esilio del santo nel paese.
Un'altra versione di questi eventi vorrebbe che il santo passasse di fronte alla collina su di una galea e che al suo passaggio la collina fosse liberata dalle serpi che la infestavano.
Molti dati sulle vicende storiche della chiesa sono stati raccolti dal parroco don Glauco Salesi. La prima notizia storica sicura è un atto notarile che la nomina nel 1198. Altri documenti che la menzionano sono del 1270 (da cui inizia la serie dei parroci) e del 1310. Da un inventario del 1325 si apprende che risultavano esserci due campanili. Il registro parrocchiale (nascite, battesimo, matrimoni e morti) inizia nel 1604.

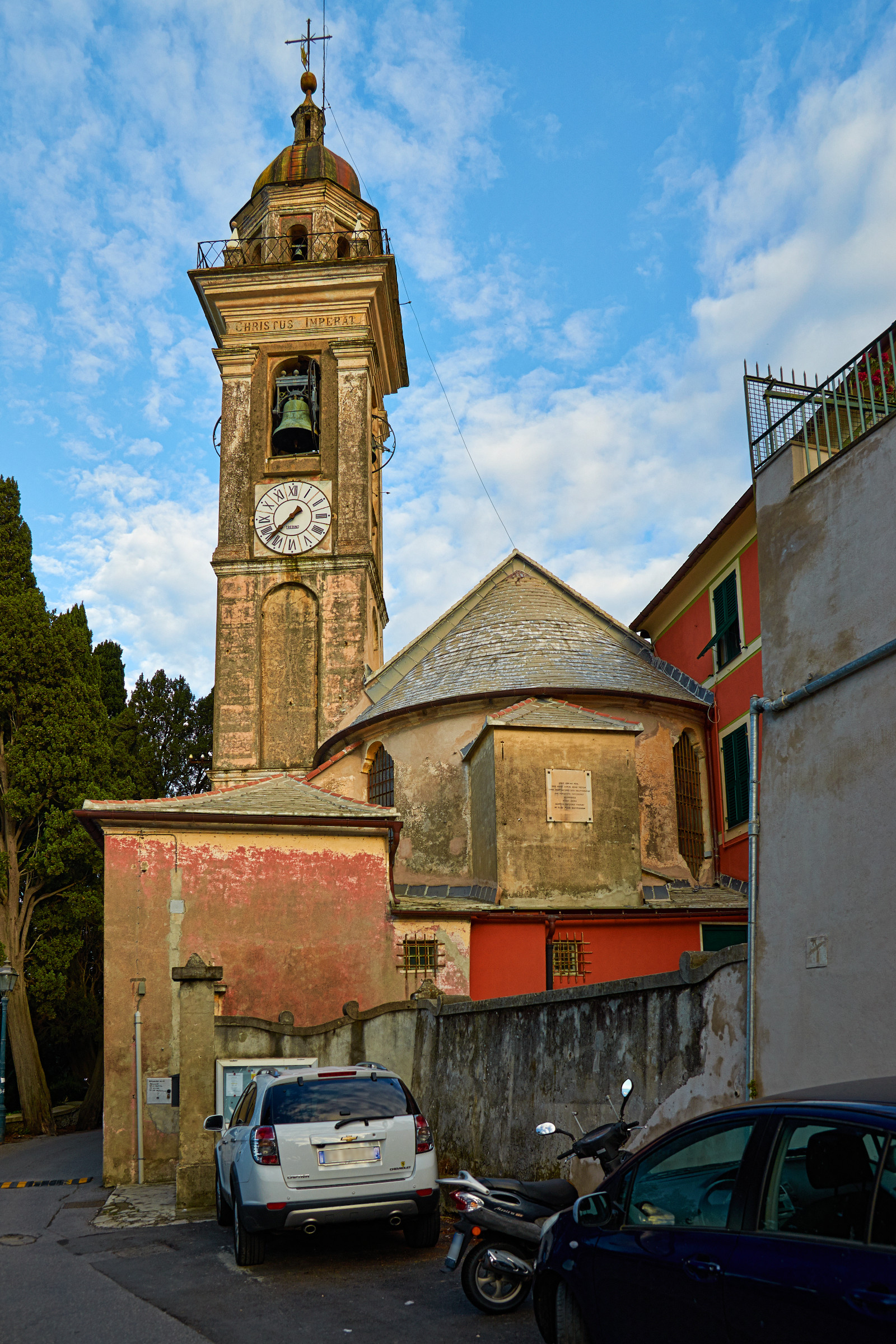
Il campanile e la zona absidale

Nel 1620 inizia il primo libro dei conti della Chiesa. Il 16 gennaio 1620 fu portata nella chiesa la statua in marmo della Madonna con bambino opera dello scultore Leonardo Misano, e fu posta sopra al secondo altare a destra. L'affresco della volta, il più importante della chiesa, è opera di Giovanni Carlone (1627); per questo affresco la chiesa nel 1934 viene dichiarata monumento nazionale.
Poco è rimasto della costruzione originale poiché nel corso del 1700 la chiesa subì varie trasformazioni in osservanza al gusto barocco dell'epoca. Nel 1712 la chiesa fu ampliata di una navata e per fare ciò fu anche ampliato il piazzale; nello stesso anno furono aggiunti due altari (che passarono da 6 a 8) e nel 1746 fu acquistato l'organo poi ricostruito nel 1912. Nel 1791 l'altare maggiore viene restaurato e arricchito di marmi; pare che al suo interno racchiuda un antichissimo altare in pietra
Nel 1858 il comune di Sant'Ilario dona alla parrocchia il pulpito, che però non piace ai parrocchiani, i quali decidono di rivenderlo e di ricostruirlo nel 1859. La facciata, prima di sobrie forme romaniche, fu rifatta in stile neo classico nel 1911. Sull'altare s'innalza un bel crocifisso ligneo forse del Maragliano. Il campanile attuale è alto 33 metri.